# Svenska Yles litteraturpris
Svenska Yles litteraturpris delas ut till årets bästa finlandssvenska bok. Kulturredaktionen vid Svenska Yle utsåg fram till 2022 årets enväldiga domare, som varierade varje år. Med början 2023 utses vinnaren av en läsarjury på fyra personer samt en femte röst som består av allmänhetens favorit. Svenska Yles kulturredaktion väljer ut fem skönlitterära verk som nomineras till priset. Juryn och de nominerade verken kungörs på Helsingfors bokmässa.

## Prisvinnarna och deras verk
- 2000 – Carina Nynäs, Flickan och helikoptern
- 2001 – Kristina Björklund, Älskade blåa öga
- 2002 – Tom Sandqvist, Det turkiska huset
- 2003 – Johanna Enckell, Skärvor av Artaud
- 2004 – Robert Åsbacka, Fallstudie
- 2005 – Yrsa Stenius, Lögnens olidliga lätthet
- 2006 – Eva-Stina Byggmästar, Älvdrottningen
- 2007 – Emma Juslin, Frida och Frida
- 2008 – Robert Åsbacka, Orgelbyggaren
- 2009 – Johanna Holmström, Camera Obscura
- 2010 – Susanne Ringell, Vattnen
- 2011 – Marianne Backlén, Eldfågelns dans
- 2012 – Peter Sandström, Till dig som saknas
- 2013 – Malin Kivelä, Annanstans
- 2014 – Maria Turtschaninoff, Maresi krönikor från röda klostret[3]
- 2015 – Ulrika Nielsen, Undergången [4]
- 2016 – Ann-Luise Bertell, Vänd om min längtan [5]
- 2017 – Adrian Perera, White Monkey
- 2018 – Sara Ehnholm Hielm, Och hjärtat, det var mitt
- 2019 – Malin Kivelä, Hjärtat
- 2020 – Kjell Westö, Tritonus
- 2021 – Quynh Tran, Skugga och svalka
- 2022 – Maria Turtschaninoff, Arvejord
- 2023 – Sofia Parland, Skrivet på revbenen
- 2024 – Rosanna Fellman, Det Jakobstad ingen vill ha